# Ten paciencia
«Ten paciencia» es el primer sencillo del disco de estudio de Thalía, «Lunada» (2008). Fue escrito por Descemer Bueno, Magilee Álvarez y Cynthia Salazar, y producido por el músico cubano Emilio Estefan.

## Canción
Una curiosidad es que los mismos admiradores de la cantante tuvieron que elegir de dos canciones (la otra fue Sangre caliente) el primer corte del álbum a través de una encuesta realizada por la página web de la cadena televisiva Univision. Es la única canción del disco de la que grabaron un videoclip. 

## Posiciones
La canción se ubicó en las listas de Billboard, en la posición número 39 en Billboard Hot Latin Tracks, #24 en Latin Pop Airplay y el puesto #25 en Tropical Latin Airplay del mismo.  
Sin embargo el sencillo cayó rápidamente en las listas más importantes de México y Estados Unidos por lo que se realizó una segunda versión con la intervención de Daddy Yankee producida por el dúo Musicólogo & Menes, pero sin video alterno, por lo cual el sencillo desapareció de las listas dejando un mal sabor a los fanáticos, en parte el sencillo incluía ritmos que no encajaban dentro de las estaciones de música pop y que fue posiblemente causa de su fracaso comercial y bajo rendimiento en las listas.

## Video musical
El videoclip, bajo la dirección de Emilio Estefan y producido por José Maldonado, tiene como fondo una fiesta nocturna en una isla tropical, con hoguera, bailarinas vestidas de blanco y personajes con trajes hawaiianos, es decir, una lunada. La grabación, también con la participación de extras (elegidos de los fanáticos), se realizó en una playa de Miami Beach y terminaron a eso de las 4AM y en él se ve a una cantante en pura fiesta. Thalía se presenta en tres vestidos distintos durante el vídeo, el cual se estrenó oficialmente el 13 de junio de 2008 en México. El videoclip debutó en primer lugar de la cadena MTV.

## Remixes
- 1- Ten Paciencia (Álbum Versión)
- 2- Ten Paciencia (Pop Versión)
- 3- Ten Paciencia (Urban Remix) Feat. Daddy Yankee